# Strumaria karoopoortensis
Strumaria karoopoortensis là một loài thực vật có hoa trong họ Amaryllidaceae. Loài này được (D.Müll.-Doblies & U.Müll.-Doblies) Snijman miêu tả khoa học đầu tiên năm 1994.